# Brendan Gleeson
Brendan Gleeson (ur. 29 marca 1955 w Dublinie) – irlandzki aktor filmowy i telewizyjny.

## Filmografia
- Dear Sarah (1989) jako Brendan Dowd
- Hard Shoulder (1990) jako kierowca Lorry
- Pole (The Field, 1990) jako Kłótnik
- The Treaty (1991) jako Michael Collins
- Za horyzontem (Far and Away, 1992) jako policjant
- Na zachód (Into the West, 1992) jako inspektor Bolger
- Conneely's Choice (1992) jako Josie Conneely
- The Bargain Shop (1992) jako Jim
- Love Lies Bleeding (1993) jako Thomas Macken
- The Snapper (1993) jako Lester
- The Lifeboat (1994) jako Leslie Parry
- Braveheart. Waleczne serce (Braveheart, 1995) jako Hamish
- Kidnapped (1995) jako Red Fox
- Trojan Eddie (1996) jako Ginger Power
- Michael Collins (1996) jako Liam Tobin
- Angela Mooney znowu umiera (Angela Mooney, 1996) jako Barney Mooney
- Chłopak rzeźnika (The Butcher Boy, 1997) jako ojciec Bubbles
- Before I Sleep (1997) jako John Harte
- Turbulencja (Turbulence, 1997) jako Stubbs
- Kolejny ruch (A Further Gesture, 1997) jako Richard
- I Went Down (1997) jako Bunny Kelly
- Generał (The General, 1998) jako Martin Cahill
- This Is My Father (1998) jako Garda Jim
- The Tale of Sweety Barrett (1998) jako Sweety Barrett
- Pierwsze oczarowanie (My Life So Far, 1999) jako Jim Menries
- Aligator – Lake Placid (Lake Placid, 1999) jako szeryf Hank Keough
- Mission: Impossible II (2000) jako McCloy
- Wild About Harry (2000) jako Harry McKee
- Uciec przed śmiercią (Harrison’s Flowers, 2000) jako Marc Stevenson
- Saltwater (2000) jako Simple Simon
- Krawiec z Panamy (The Tailor of Panama, 2001) jako Mickie Abraxas
- A.I. Sztuczna inteligencja (Artificial Intelligence: AI, 2001) jako lord Johnson-Johnson
- Gangi Nowego Jorku (Gangs of New York, 2002) jako Walter ‘Mnich’ McGinn
- 28 dni później (28 Days Later..., 2002) jako Frank
- Policja (Dark Blue, 2002) jako Jack Van Meter
- Wzgórze nadziei (Cold Mountain, 2003) jako Stobrod Thewes
- W moim kraju (Country of My Skull, 2004) jako De Jager
- Osada (The Village, 2004) jako August Nicholson
- Sześciostrzałowiec (Six Shooter, 2004) jako Donnelly
- Troja (Troy, 2004) jako Menelaos
- Królestwo niebieskie (Kingdom of Heaven, 2005) jako Reynald de Chatillon
- Śniadanie na Plutonie (Breakfast on Pluto, 2005) jako wujek Bulgaria
- Harry Potter i Czara Ognia (Harry Potter and the Goblet of Fire, 2005) jako Alastor „Szalonooki” Moody
- The Tiger’s Tail (2006) jako Liam O’Leary
- Faceci w korkach (Studs, 2006) jako Keegan, Walter
- Harry Potter i Zakon Feniksa (Harry Potter and the Order of the Phoenix, 2007) jako Alastor „Szalonooki” Moody
- Beowulf (2007) jako Wiglaf
- Black Irish (2007) jako Desmond
- Churchill at War (2008) jako Winston Churchill
- Najpierw strzelaj, potem zwiedzaj (In Bruges, 2008) jako Ken
- Harry Potter i Insygnia Śmierci: Część I (Harry Potter and the Deathly Hallows, 2010) jako Alastor „Szalonooki” Moody
- Gliniarz (The Guard, 2011) jako sierżant Gerry Boyle
- Smerfy 2 (The Smurfs 2, 2013) jako Victor
- Kalwaria (Calvary, 2014) jako ks. James Lavelle
- W samym sercu morza (In the Heart of the Sea, 2015) jako stary Tom Nickerson
- Duchy Inisherin (The Banshees of Inisherin, 2022) jako Colm Doherty